# 大館大火
大館大火（おおだてたいか）は、秋田県大館市で発生した大火。
大館市は昭和以降5回の大火に見舞われているが、昭和期の最大の被害となった1956年（昭和31年）8月18日の大火を指すことが多い。

## 歴代の大火
- 1934年（昭和9年）9月5日 - 北秋田郡大館町弁天町から出火した。約120戸[1][2]（町住家 100 戸、非住家 43 棟[3]）が焼失。
- 1953年（昭和28年）4月29日 - 大館市馬喰町から出火し、南南西風速15メートルの風にあおられて焼失範囲を拡大させた[1]。公立大館病院・郵便局・電話局など官公庁のほか、住宅137棟が焼失[1][2]。損害額約5億9000万円[1]。
- 1955年（昭和30年）5月3日 - 大館市御成町1丁目から出火し、風速13メートルの風にあおられて焼失範囲を拡大させた[1]。国鉄大館駅や駅前一帯の中心街など598棟が焼失[1][2]。損害額約7億1000万円[1]。
- 1956年（昭和31年）8月18日 - 後述。
- 1968年（昭和43年）10月12日 - 大館市御成町2丁目から出火し、風速7メートルの風にあおられて焼失範囲を拡大させた[1]。計290棟（住家216戸、非住家74棟[1]）、計37,790m2を焼失した[3]。死傷者は1人もなかった[1]。

## 1956年の大火

### 火災の発生
1956年（昭和31年）8月18日23時45分頃、火災が発生した。出火元は東大館駅前の旅館である。煙草の火の不始末が出火の原因だとされている。

### 火災の拡大
昭和31年台風第9号通過後のフェーン現象による強風の影響により火は瞬く間に燃え広がり、被害が拡大した。戦後3度目となる大火であった。
火は15万6,984平方メートルに及ぶ敷地を焼き、火災の発生から約6時間後に鎮火した。

### 被害
中心市街地の大町一帯など全市街の約4分の1にあたる1,321戸が焼失、負傷者16人、損害額約40億円に達した。
甚大な被害発生を受けて、昭和天皇、香淳皇后から秋田県に御救恤金（御見舞金）が贈られた。

### 戦後の日本における主要な大火
| 1947年04月20日 飯田大火（長野県飯田市） | 48.2万m2 |
| 1952年04月17日 鳥取大火（鳥取県鳥取市） | 44.9万m2 |
| 1954年09月26日 岩内大火（北海道岩内町） | 32.1万m2 |
| 1955年10月01日 新潟大火（新潟県新潟市） | 21.4万m2 |
| 1949年02月20日 能代大火（秋田県能代市） | 21.0万m2 |
| 1956年09月10日 魚津大火（富山県魚津市） | 17.6万m2 |
| 1956年08月18日 大館大火（秋田県大館市） | 15.7万m2 |
| 1976年10月29日 酒田大火（山形県酒田市） | 15.2万m2 |
| 1950年04月13日 熱海大火（静岡県熱海市） | 14.2万m2 |
| 1946年05月08日 村松大火（新潟県村松町） | 13.5万m2 |